# Skellefteå
Skellefteå – miasto w północnej Szwecji, w regionie administracyjnym (län) Västerbotten, siedziba gminy Skellefteå. Leży nad rzeką Skellefteälven, powyżej jej ujścia do Zatoki Botnickiej.
Według danych Szwedzkiego Urzędu Statystycznego liczba ludności wyniosła: 35 516 (31 grudnia 2015), 35 882 (31 grudnia 2018) i 36 142 (31 grudnia 2019).
Urodziła się tutaj Anna Sjöström, szwedzka piłkarka.
W mieście rozwinął się przemysł celulozowo-papierniczy oraz hutniczy.

## Sport
- Skellefteå AIK – klub hokejowy